# 三井智映子
三井 智映子（みつい ちえこ、1982年10月12日 - ）は、日本の金融アナリスト。北海道小樽市出身。以前は女優で、ビッグアップル→円谷プロダクション芸能部、T.M.Labに所属していた。

## 経歴
北海道小樽市生まれ。小学生の時に千葉県に移り、共立女子中学校・高等学校卒業、早稲田大学政治経済学部経済学科中退。
大学入学と同時にタレント活動を始める。2001年、NHK教育テレビの「イタリア語会話」でデビュー。また、大学在学中に水原央らと劇団SEIRENを立ちあげた。その後は芸能活動の傍らライブも続けている。
2014年現在、フィスコのリサーチレポーターとして活動している。
2020年以降は芸能活動はしていない。

## 人物
身長164cm、スリーサイズはB88cm、W60cm、H86cm。妹が1人いる。
趣味はミュージカル鑑賞、歌うこと、旅行（海外旅行）。特技は料理、裁縫。好きな食べ物はいちご。
アナリストを志したのは、大学で経済を専攻していたためであるとしている。
タレント活動開始後、仕事がない時期は米が買えず小麦粉でうどん・すいとんを作って凌いでいた。

## 出演

### テレビ
- イタリア語会話（2001年、NHK教育） - MCレギュラー
- おーい、ニッポン（2001年、NHK-BS2）
- 生放送 電リク伝説のポップスター（2001年、NHK-BS2）
- 福山エンヂニヤリング（2002年、関西テレビ）
- 激闘 雪合戦（2002年、NHK-BS2）
- 新・真夜中の王国〜ライブセレクション（2002年、NHK）
- 新・真夜中の王国（2002年、NHK-BS2） - 月曜レギュラー
- TIME OVER（2002年、BS-i） - MCレギュラー
- 金曜かきこみTV（2003年、NHK教育）
- 真夜中の王国03（2003年、NHK-BS2） - 火曜レギュラー
- ネポスこどもCLUB（2004年、BSフジ）
- 熱血!平成教育学院（2009年、フジテレビ）
- タイムスクープハンター「サバイバル!戦火の女たち」（2010年、NHK） - お鶴 役
- 濃姫（2012年、テレビ朝日） - 雪乃 役
- 白虎隊〜敗れざる者たち（2013年、テレビ東京）
- ワールドビジネスサテライト（2014年、テレビ東京）
- プロバスケ！bjリーグtv（2015年 - 2016年、BSフジ）

### インターネット
- ブースカ・スタジオ（2007年、ウルトラチャンネル） - R星人・ルーリィ 役
- 音事協TV（日本音楽事業者協会） - MC

### CF
- ニチイのホームヘルパー2級講座
- 日本ケンタッキーフライドチキン クリスマスバーレル
- au 家族割
- GROP
- ソフトバンクモバイル
- ノースポート・モール
- 大正製薬
- スカイパーフェクTV プロ野球
- アリコジャパン
- アートネイチャー
- 太田胃散
- 花王 アタック（北海道ローカル）
- ジャルパック

### オリジナルビデオ
- 750ライダー（2001年） - 久美子（委員長） 役

## リリース作品
- DVD「Boungiorno」（2002年、コム・アライアンス　題名は「Buongiorno」の誤記）

## 著書
- 『ゼロからはじめる株式投資入門 最強アナリスト軍団に学ぶ』2013年10月11日、講談社、ISBN  978-4062186193